# 谭厚兰
谭厚兰（1937年—1982年11月），湖南湘潭人，女，文革時期的北京紅衛兵“五大領袖”之一，曾率領紅衛兵破壞曲阜孔廟、孔府、孔林。

## 生平

### 早年
青年时做过教师，加入中國共產黨，1965年作为调干生进入北京师范大学政教系，结识了日后升任《紅旗》杂志副总编的林杰。

### 文化大革命
1966年最先响应聂元梓的举动，在北师大贴出大字报矛头指向校党委领导人，后又对准进校的文革工作組，受到批斗，酿成了“六二〇事件”。工作组被毛泽东下令赶走，她就成了英雄和公认的学生领袖；8月底她组织了北京师范大学“毛泽东思想红卫兵井冈山战斗团”并任总负责人。
11月在戚本禹、林杰（亦说康生）授意下，以中央文革小组名义，率队200多人到山东曲阜衝擊“孔家店”。谭厚兰等人联合当地造反派成立“彻底捣毁孔家店革命造反联络站”，召开彻底捣毁孔家店的万人大会，砸毁国务院1961年立的“全国重点文物保护单位”的石碑，发了给国务院的抗议信。在曲阜的二十九天，烧毁古书二千七百余册，各种字画九百多轴，其中有国家一级保护文物七十余件，珍版书籍一千七百余册；砸毁包括孔子墓碑在内的历代石碑一千余座，捣毁孔庙，破坏孔府、孔林、书国故址，刨平孔坟（经陈伯达批准），挖开第七十六代“衍圣公”孔令贻的坟（共破坏文物6618件），对其曝尸批判。专治经学的周予同教授被专程解押到场逼着亲自动手挖孔子的坟墓。押着当地各级领导干部和高赞非等参加过1962年“孔子讨论会”的学者陪孔子塑像遊街，称之“为孔老二送丧”。
1967年在江青授意下，率千余人冲击农业展览馆的大寨展览会，高呼炮打谭震林口号。同年成为“首都大专院校红代会”核心组副组长、北京市革委会常委、北京师范大学革委会主任。北师大“井冈山公社”在全国主要城市都设立了联络站，影响力广泛。北京地质学院王大宾同为“地派”领袖，在院校武斗中起了一定作用。
1968年7月28日参加毛泽东召集的红卫兵“五大领袖”座谈会。毛泽东批评他们光搞武斗，不搞鬥、批、改。7月29日，首都工农毛泽东思想宣传队进驻北师大。谭厚兰被冷落。
1968年10月被分配到北京军区某部农场劳动锻炼，1970年被调回北师大以清查“五一六”名义隔离审查，即失去自由。

### 被捕入狱
1978年4月被北京市公安局以反革命罪逮捕。因积极交代且患有子宫颈癌，1982年北京市中级人民法院决定对其免于起诉，保外就医回到老家湘潭，不治身故。谭厚兰終生未婚。

### 引用
1. ↑  孙振芳著,守望真诚：一个老红卫兵的记忆,,,第240页
2. ↑  . 搜狐. 人民网. 2015-10-13. （原始内容存档于2018-10-07） （中文）.
3. ↑  . 凤凰网历史综合. 2009-03-25  [2014-06-23]. （原始内容存档于2013-10-25）.
4. ↑  .   [2023-01-24]. （原始内容存档于2023-01-24）.
5. ↑  宁国仕,名人之死  1,辽沈书社,1980.03,第339页